# Acacia mathuataensis
Acacia mathuataensis là một loài rau đậu thuộc họ Fabaceae.
Loài này chỉ có ở Fiji.